# Ózero
Ózero (en rus: Озеро) és un poble (un possiólok) de l'óblast de Vólogda, a Rússia, que el 2002 tenia 235 habitants.